# رجل العنزة عريضة الأوراق
رجل العنزة عريضة الأوراق (الاسم العلمي:Aegopodium latifolium) هو نوع من النباتات يتبع جنس رجل العنزة من الفصيلة الخيمية.